# Lahe (Haljala)
Lahe es un pueblo ubicado en el municipio de Haljala, en el condado de Lääne-Viru, Estonia.

## Superficie
Posee una superficie de 1,467 kilómetros cuadrados.

## Demografía
Hasta 2021 la población era de 19 habitantes, con una densidad de población de 12,95 habitantes por kilómetro cuadrado.